# Marathon van Enschede 2006
De marathon van Enschede 2006 werd gelopen op zondag 23 april 2006 in Enschede. Het was de 38e editie van deze marathon.
Bij de mannen werd de Keniaan Sammy Rotich uitgeroepen tot winnaar na het bekijken van de fotofinish. Zijn tijd was 2:12.05. Bij de vrouwen ging de overwinning naar de Nederlandse Petra van Tongeren in een tijd van 3:19.08.
In totaal finishten er 499 marathonlopers.
Naast de hele marathon was er ook een halve marathon, 10 km en een scholierenloop over 5 km.

## Uitslagen

### Mannen
| rang   | naam                 | land | tijd    |
| ------ | -------------------- | ---- | ------- |
| Goud   | Sammy Rotich         | KEN  | 2:12.05 |
| Zilver | John Kelai           | KEN  | 2:12.05 |
| Brons  | Albert Matebor       | KEN  | 2:12.21 |
| 4      | Tekesete Nekatibebe  | ETH  | 2:13.05 |
| 5      | Noah Kipligat        | KEN  | 2:13.16 |
| 6      | Debele Tekelemedihen | ETH  | 2:13.59 |
| 7      | Bilissa Kelil        | ETH  | 2:17.06 |
| 8      | Lambros Zanagas      | GRE  | 2:20.03 |
| 9      | Moses Kitum          | KEN  | 2:22.03 |
| 10     | Peter Lomuria        | KEN  | 2:24.00 |
| 11     | Enos Keter           | KEN  | 2:36.26 |
| 12     | Andre Oude Elferink  | NED  | 2:37.31 |
| 13     | Edwin Veenstra       | NED  | 2:40.46 |
| 14     | Jan Poortman         | NED  | 2:41.28 |
| 15     | Günter Giehler       | GER  | 2:41.51 |

### Vrouwen
| rang   | naam               | land | tijd    |
| ------ | ------------------ | ---- | ------- |
| Goud   | Petra van Tongeren | NED  | 3:19.13 |
| Zilver | Ellen Wopereis     | NED  | 3:28.15 |
| Brons  | Lieskina Brouwer   | NED  | 3:28.40 |

1947 ·
1949 ·
1951 ·
1953 ·
1955 ·
1957 ·
1959 ·
1961 ·
1963 ·
1965 ·
1967 ·
1969 ·
1971 ·
1973 ·
1975 ·
1977 ·
1979 ·
1981 ·
1983 ·
1985 ·
1987 ·
1989 ·
1991 ·
1992 ·
1993 ·
1994 ·
1995 ·
1996 ·
1997 ·
1998 ·
1999 ·
2000 ·
2001 ·
2002 ·
2003 ·
2004 ·
2005 ·
2006 ·
2007 ·
2008 ·
2009 ·
2010 ·
2011 ·
2012 ·
2013 ·
2014 ·
2015 ·
2016 ·
2017 ·
2018 ·
2019 ·
2020 · 2021 ·
2022 ·
2023 ·
2024 ·
2025